# Onthophagus lujendae
Onthophagus lujendae là một loài bọ cánh cứng trong họ Bọ hung (Scarabaeidae).